# 2122 Pyatiletka
2122 Pyatiletka је астероид главног астероидног појаса чија средња удаљеност од Сунца износи 2,402 астрономских јединица (АЈ).
Апсолутна магнитуда астероида је 12,1.